# Ranton (Staffordshire)
Ranton – wieś w Anglii, w hrabstwie Staffordshire, w dystrykcie Stafford. Leży 6 km na zachód od miasta Stafford i 203 km na północny zachód od Londynu.